# Jurij Krasnożan
Jurij Anatoljewicz Krasnożan (ros. Юрий Анатольевич Красножан, ur. 7 czerwca 1963 w Nalczyku) – rosyjski piłkarz grający na pozycji środkowego obrońcy lub defensywnego pomocnika, a po zakończeniu kariery trener piłkarski. Od 2014 jest selekcjonerem reprezentacji Kazachstanu.

## Kariera piłkarska
W swojej karierze piłkarskiej Krasnożan grał w dwóch klubach: w Spartaku Nalczyk w latach 1980–1984 oraz w Awtozapczaście Baksan w latach 1991–1994.

## Kariera trenerska
Po zakończeniu kariery piłkarskiej Krasnożan został trenerem. Najpierw pracował jako asystent w Awtozapczaście Baksan, a następnie zatrudniono go w Spartaku Nalczyk. W latach 2004–2010 był pierwszym trenerem tego klubu. W 2005 roku wywalczył ze Spartakiem awans z Pierwszej Dywizji do Priemjer-Ligi.
W 2011 roku Krasnożan został trenerem Lokomotiwu Moskwa. Pracował w nim do czerwca tamtego roku, kiedy to został zwolniony ze stanowiska. W grudniu 2011 podpisał kontrakt z Anży Machaczkała, w którym pracował do 2012 roku. W sierpniu 2012 zatrudniono go na stanowisku trenera w Kubaniu Krasnodar. W styczniu 2013 został zwolniony z Kubania. Od maja 2013 do października 2013 pracował w Tereku Grozny. W lutym 2014 został selekcjonerem reprezentacji Kazachstanu.